# Mendelpas
De Mendelpas (Italiaans: Passo della Mendola) vormt de verbinding tussen het Cles in het Valle di Non en Appiano sulla Strada del Vino in Zuid-Tirol. Het begzadel is gelegen tussen de Monte Penegal (1737 m) en de Monte Roen.
Over de bergpas loopt de SS42 die begint in het Lombardische Treviglio en eindigt in de stad Bolzano. De weg over de Mendelpas is aangelegd van 1880 tot 1885. In het begin van de Twintigste Eeuw was de pas een gerenomineerd vakantieoord. Enkele beroemde personen die er in deze periode verbleven zijn Frans Jozef I van Oostenrijk, Wilhelm Röntgen, Mahatma Gandhi en Elisabeth van Oostenrijk-Hongarije.
Bij helder weer heeft men vanaf de pashoogte uitzicht op de Dolomieten in het noordoosten. Enkele bergformaties die duidelijk te zien zijn zijn Latemar, Rosengarten en Schlern. Nabij het hoogste punt takt in westelijke richting een vier kilometer lange weg af die naar de top van de Monte Penegal voert.
Agnello · Aprica · Assietta · Baremone · Brenner · Brocon · Cadibona · Capannelle · Campolongo · Costalunga · Croce Dominii · Cuvignone · Duran · Esischie · Falzarego · Fauniera · Fedaia · Finestre · Forcola di Livigno · Foscagno · Gardena · Gavia · Giau · Giogo di Bala · Grote Sint-Bernhard · Jaufen · Joux · Kleine Sint-Bernhard · Lavaze · Leonessa · Lombarda · Maddalena · Manghen · Maniva · Mendel · Montgenèvre · Mont-Cenis · Monte Cristo · Mortirolo · Nigra · Nivolet · Penser Joch · Platigliolepas · Pfitscherjoch · Plöcken · Pordoi · Pratoriscio · Predil · Presolana · Reschen · Rolle · Sampeyre · San Carlo · San Marco · San Pellegrino · San Zeno · Scale · Sella · Sestriere · Sommeiller · Splügen · Staller Sattel · Staulanza · Stelvio · Tenda · Timmelsjoch · Tonale · Tre Croci · Tremalzo · Umbrail · Val Bighera · Valcavera · Valles · Valparola · Via del Sale · Vivione · Würz